# Sociedad Deportiva Octavio
La Sociedad Deportiva Octavio (también llamada Academia Octavio) fue un equipo de balonmano de la localidad de Vigo (Pontevedra) España. Al finalizar la temporada 2012-13 descendió a la División de Honor Plata. En el año 2019 se disuelve cuando militaba en el Grupo A de Primera Nacional.  

## Pabellón
- Nombre: As Travesas
- Ciudad: Vigo (Pontevedra)
- Capacidad: 4500 espectadores
- Dirección: Avd. Castrelos, 1